# 빅 브라더 (1984)

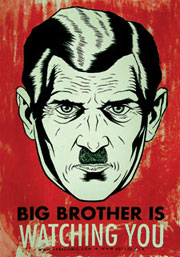

빅 브라더(Big Brother)는 조지 오웰의 소설 《1984》에 나오는 가공의 인물로, 전체주의 국가 오세아니아(Oceania)를 통치하는 정체 모를 수수께끼의 독재자다. 빅 브라더는 당에서 대중을 지배하기 위해 만들어낸 허구의 인물이라는 이야기도 있다.
오웰이 묘사한 사회에서는, 모든 사람들이 텔레스크린을 사용한 감시 하에 놓여 있다. 시민들은 끊임없이 “빅 브라더가 당신을 보고 있다”("Big Brother is watching you")라는 프로파간다 문구를 통해 이 사실을 상기하게 된다. 빅 브라더의 외모적인 특성 뿐만 아니라 성격 묘사, 말투까지 스탈린과 유사하다.
빅 브라더라는 용어는 전체주의의 상징으로 사용되고 있다.

## 같이 보기
- 리틀 브라더
- 미국 국가안보국
- 신세계질서 (음모론)
- 전체주의